# Mindre tovspindling
Mindre tovspindling (Cortinarius psammocephalus) är en svampart som först beskrevs av Pierre Bulliard (v. 1742–1793), och fick sitt nu gällande namn av Elias Fries 1838. Mindre tovspindling ingår i släktet Cortinarius och familjen spindlingar.  Arten är reproducerande i Sverige. Inga underarter finns listade i Catalogue of Life.